# Espartinas

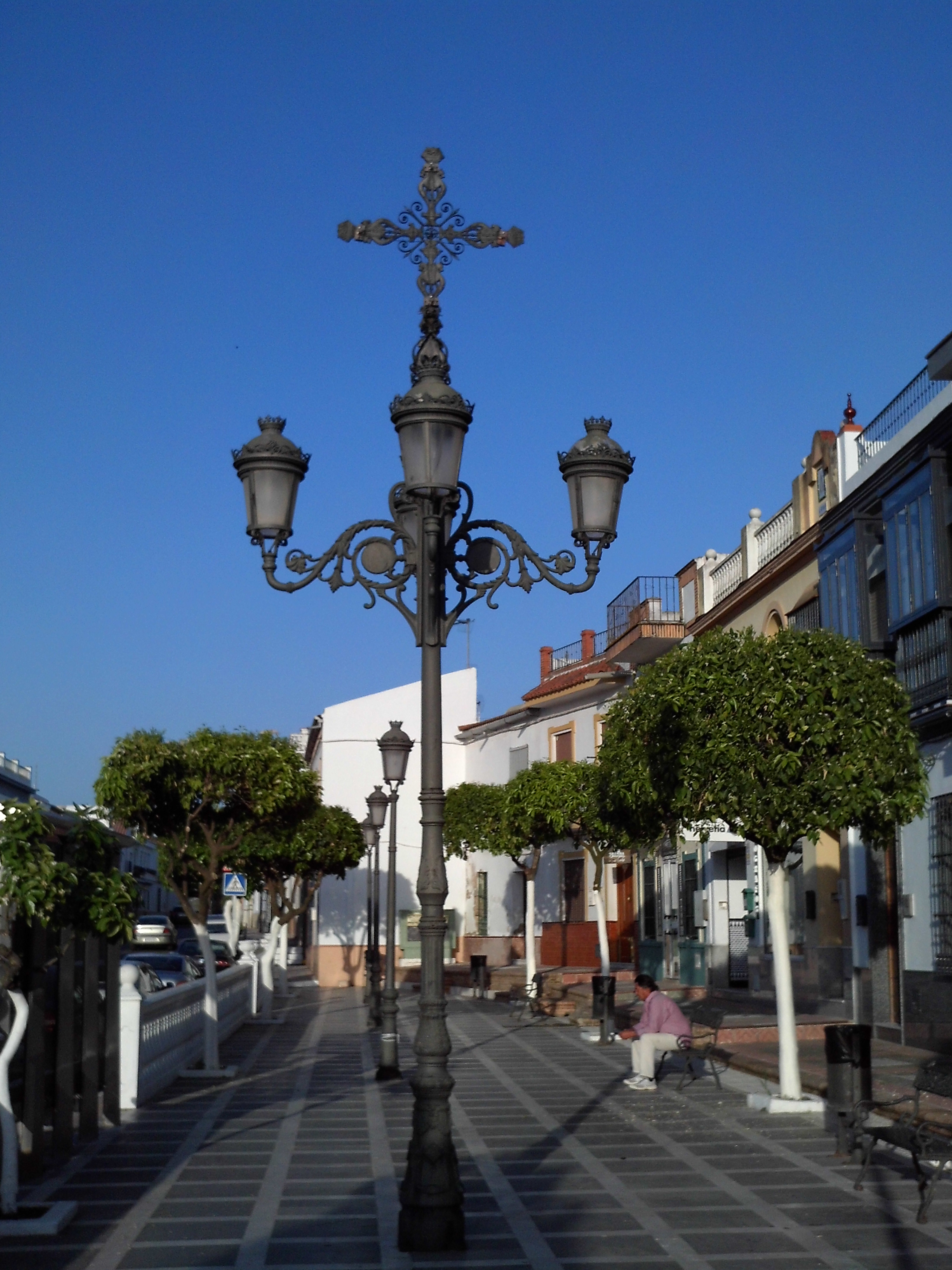

Espartinas est une commune située dans la province de Séville de la communauté autonome d’Andalousie en Espagne. Elle se situe dans la comarque d'Aljarafe. Sa superficie est de 22,7 km² et elle est située à 18 kilomètres de la capitale de la province.
La commune a le deuxième revenu par habitant le plus élevé d'Andalousie, juste derrière la commune voisine de Tomares, considérée comme la plus riche d'Andalousie.

## Géographie
| Olivares          | Villanueva del Ariscal | Valencina de la Concepción |
| Sanlúcar la Mayor | Espartinas             | Gines                      |
| Benacazón         | Umbrete                | Bormujos                   |

## Administration
| Période                                  | Période | Identité | Étiquette | Qualité |
| ---------------------------------------- | ------- | -------- | --------- | ------- |
| N/A                                      | N/A     | N/A      | N/A       | Maire   |
| Les données manquantes sont à compléter. |         |          |           |         |

## Personnalités liées à la commune
- Juan Antonio Ruiz Román dit Espartaco (1962), matador.